# Treitolo
Il treitolo è un alditolo con formula molecolare C4H10O4. Viene utilizzato principalmente come intermedio di reazione nella sintesi chimica di altri composti. È il diastereoisomero dell'eritritolo.
Negli esseri viventi, il treitolo si trova nel fungo commestibile Armillaria mellea. Serve come crioprotettore (agente antigelo) nel coleottero dell'Alaska Upis ceramboides.